# Les Trois Saisons de la rage
Les Trois Saisons de la rage est un roman de Victor Cohen Hadria paru le 18 août 2010 aux éditions Albin Michel et ayant reçu le prix du premier roman la même année et le prix des Libraires 2011.

## Écriture du roman
Le 14 mars 2011, le jury du prix des Libraires récompense le roman après une élection aux résultats serrés avec 158 voix contre 144 voix à La Fortune de Sila de Fabrice Humbert et 80 voix à Celles qui attendent de Fatou Diome.

## Éditions
- Les Trois Saisons de la rage, éditions Albin Michel, 2010  (ISBN 978-2226215154).